# Mosspilea
Mosspilea (Pilea microphylla) är en nässelväxtart som först beskrevs av Carl von Linné, och fick sitt nu gällande namn av Frederik Michael Liebmann. Enligt Catalogue of Life ingår Mosspilea i släktet pileor och familjen nässelväxter, men enligt Dyntaxa är tillhörigheten istället släktet pileor och familjen nässelväxter. Arten förekommer tillfälligt i Sverige, men reproducerar sig inte.

## Underarter
Arten delas in i följande underarter:
- P. m. domingensis
- P. m. nanophylla
- P. m. succulenta

## Bildgalleri

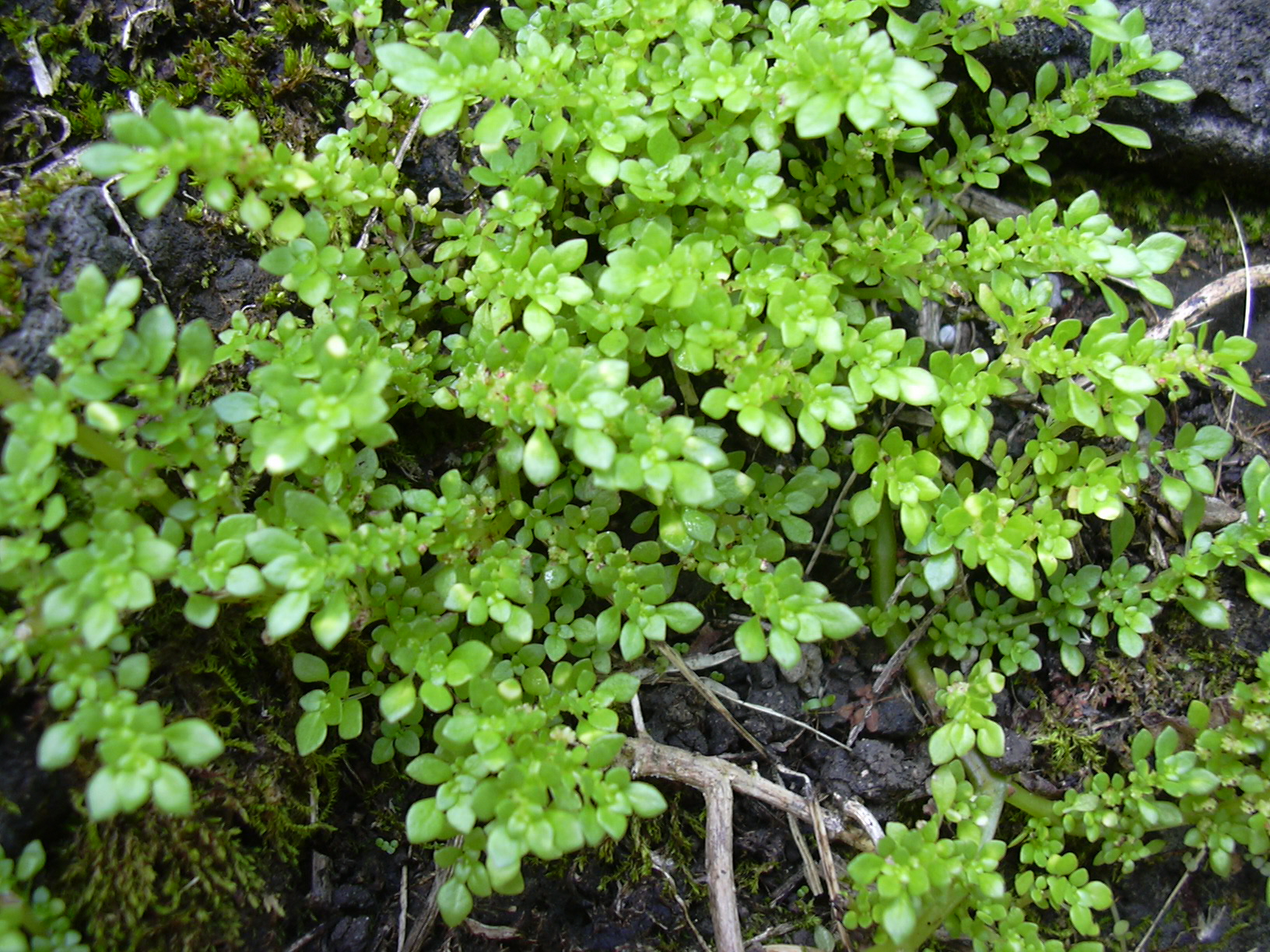
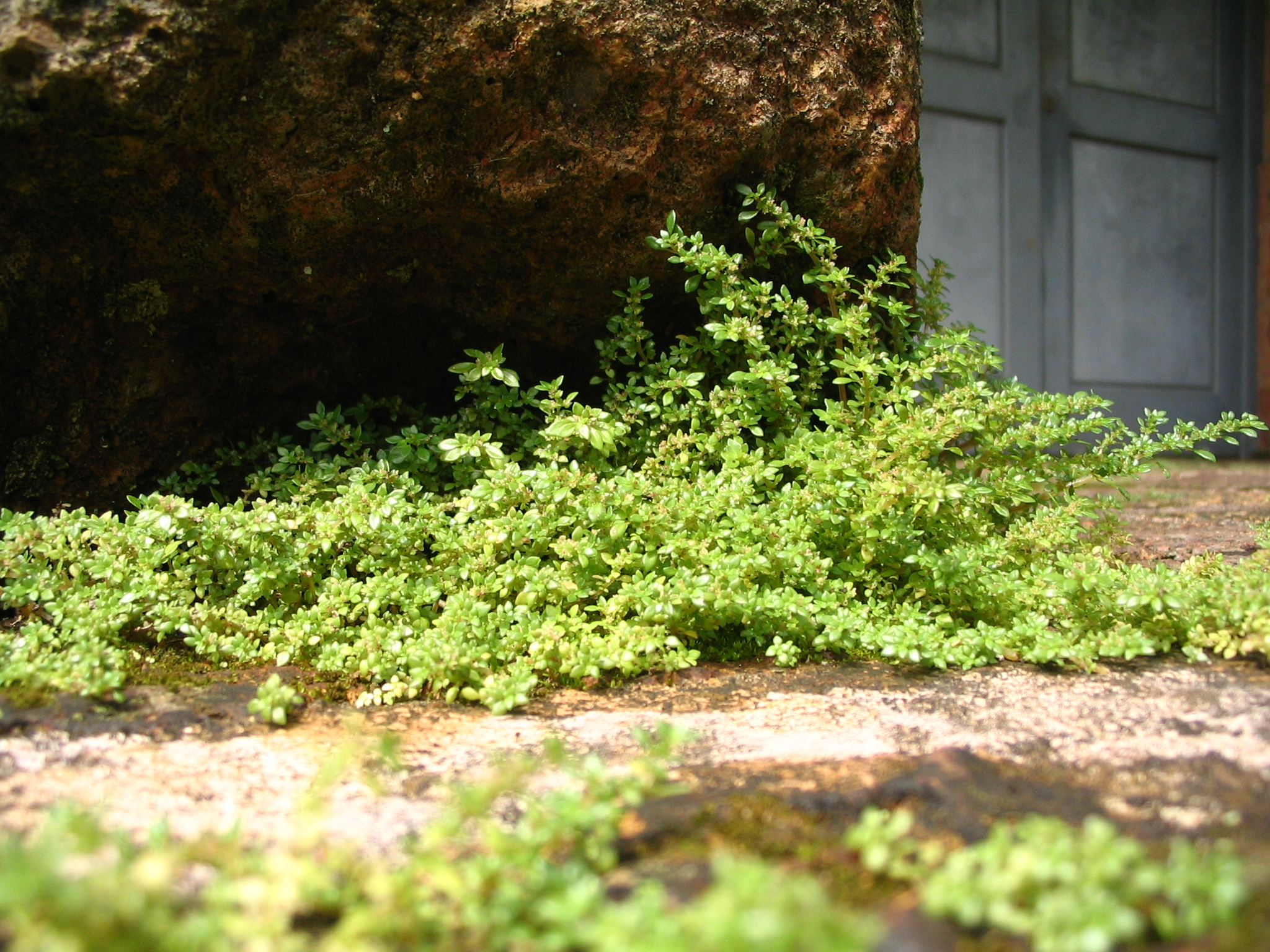